# Grandia III
Grandia III is een computerspel ontwikkeld door Game Arts en uitgegeven door Square Enix voor de PlayStation 2. Het rollenspel is uitgekomen in Japan op 4 augustus 2005 en in de VS op 14 februari 2006. In 2015 verscheen een port voor de PlayStation 3.
Het spel werd redelijk positief ontvangen in recensies en heeft op verzamelwebsites GameRankings en Metacritic scores van respectievelijk 78,6% en 77%.

## Plot
De jonge Yuki, die graag vliegt in magische luchtvaartuigen, is vastbesloten net zo'n goede piloot te worden als zijn idool, kapitein Schmidt. Wanneer Yuki en zijn moeder het meisje Alfina tegenkomen die met de spirituele beschermers kan communiceren, ontdekken ze een kwaadaardig plan van de krijger Xorn.